# Ruben Crawford
Ruben Crawford (* 26. August 1989) ist ein deutscher MMA-Kämpfer und amtierender Europameister im Leichtgewicht des Verbandes German MMA Championship (GMC). Er hält einen BSc in Psychologie und einen first honours MSc in Personal and Management Coaching. Neben seiner professionellen MMA-Karriere arbeitet er als Coach für Führungskräfte.

## Leben und Karriere
Crawford wuchs als Sohn einer englischen Mutter und eines israelischen Vaters in Köln auf, wo er bis heute lebt.
Im Luta Livre hält er den Rang des Braungurts. Er trainiert im Combat Club Cologne, wo er außerdem als (Personal-)Trainer tätig ist.
Crawford bestritt seinen ersten Profikampf im Alter von 18 Jahren und verlor ihn nach Punkten. Im Oktober 2010 sicherte er sich mit 2 Siegen an einem Abend den „Cage Fight Night“-Weltergewichtstitel. Wenig später kämpfte er sich in das Finale des größten europäischen MMA-Verbandes KSW vor, das er nach Punkten verlor, was wiederum zu einer Diskussion in der MMA-Szene führte.
Nach dem Gewinn des Respect-Weltergewichtstitels wechselte Crawford die Gewichtsklasse ins Leichtgewicht und besiegte dort die damalige Nummer 1 aus den Niederlanden Duane Van Helvoirt. Im Januar 2013 gewann er seinen bis dato einzigen Kampf im Vollkontakt-Kickboxen gegen den ehemaligen WKA-Europameister Jan Reimann. In der neuen Gewichtsklasse holte Crawford sich zudem mit dem Sieg gegen den ehemaligen Bellator-Kämpfer Nayeb Hezam den dritten Titelgewinn in Form des GMC-Leichtgewichtstitels.
Während einiger mehrmonatiger Auslandsaufenthalte trainierte er unter anderem mit dem neunfachen UFC-Champion Matt Hughes in Illinois sowie unter ADCC-Champion Dean Lister in San Diego.
Crawford wurde von Deutschlands führender MMA-Berichterstattung Groundandpound im Weltergewicht als Nummer 1 in Deutschland gelistet. Derzeit ist er im Leichtgewicht ebenfalls an erster Stelle, gewichtsklassenübergreifend an vierter Stelle in Deutschland gelistet.
Als Protagonist einer Reportage über das Thema Mixed Martial Arts wurde Crawford bei der Vorbereitung für seinen Kampf gegen Ayub Tashkilot vom Spiegel TV Magazin  begleitet. Die Reportage wurde am 12. Januar 2014 im deutschen Fernsehen ausgestrahlt. Drei weitere Siege folgten, wobei er unter anderem den Ultimate-Fighter Teilnehmer Mohamed Grabinski nach Punkten bezwang. Er kämpft derzeit unter John Kavanagh für Bellator Fighting Championships.

## MMA-Statistik
| Ergebnis   | Profi-Rekord | Gegner                       | Datum              | Veranstaltung                         | Methode                          | Runde | Zeit |
| ---------- | ------------ | ---------------------------- | ------------------ | ------------------------------------- | -------------------------------- | ----- | ---- |
| Niederlage | 0-1          | Nilles Korfer                | 14. Juni 2004      | OC 9 - Outsider Cup 9                 | Punktentscheidung (einstimmig)   | 3     | 5:00 |
| Sieg       | 1-1          | Sebastian Gilardoni          | 29. November 2008  | OC 11 - Outsider Cup 11               | TKO (Schläge)                    | 1     | 2:03 |
| Sieg       | 2-1          | Kurt Verschueren             | 5. Juni 2010       | OC - Cage Fight Night 8               | Aufgabe (Reverse Triangle Choke) | 1     | 1:08 |
| Sieg       | 3-1          | Stefan Larisch               | 11. September 2011 | RFC - Respect Fighting Championship 4 | TKO (Knie)                       | 1     | 2:11 |
| Sieg       | 4-1          | Igor „Machete“ Montes        | 9. Oktober 2010    | GMC 2 - Continued                     | Aufgabe (Rear-Naked Choke)       | 1     | 1:41 |
| Sieg       | 5-1          | Jessin „Abacus“ Ayari        | 9. Oktober 2010    | OC - Cage Fight Night 9               | Aufgabe (Rear-Naked Choke)       | 1     | 3:59 |
| Sieg       | 6-1          | Rotislav Zatuchnyy           | 17. Oktober 2010   | OC - Cage Fight Night 9               | Aufgabe (Rear-Naked Choke)       | 1     | 3:04 |
| Sieg       | 7-1          | Mateusz Strzelczyk           | 29. Januar 2011    | KSW Extra 2 - President Cup           | Aufgabe (Rear-Naked Choke)       | 2     | 0:55 |
| Sieg       | 8-1          | Rafal Blachuta               | 29. Januar 2011    | KSW Extra 2 - President Cup           | Punktentscheidung (einstimmig)   | 2     | 5:00 |
| Niederlage | 8-2          | Aslambek Saidov              | 19. März 2011      | KSW 15 - Konfrontacja                 | Punktentscheidung (einstimmig)   | 3     | 5:00 |
| Sieg       | 9-2          | Gadzhi Gadzhiev              | 12. Juni 2011      | SFC 5 - Germany vs. Russia            | Aufgabe (Arm-Triangle Choke)     | 1     | 2:33 |
| Sieg       | 10-2         | Gyorgy Dolog                 | 8. Oktober 2011    | Kiru - The Beginners 4                | Aufgabe (Arm-Triangle Choke)     | 2     | 1:35 |
| Sieg       | 11-2         | Steve „Machine“ Mensing      | 21. April 2012     | RFC - Respect Fighting Championship 7 | TKO (Schläge)                    | 2     | 1:00 |
| Sieg       | 12-2         | Duane van Helvoirt           | 22. September 2012 | RFC - Respect Fighting Championship 8 | Punktentscheidung (einstimmig)   | 3     | 5:00 |
| Sieg       | 13-2         | „The Strangler“ Nayeb Hezam  | 16. Februar 2013   | GMC 3 - Cage Time                     | Aufgabe (Triangle Choke)         | 1     | 3:13 |
| Niederlage | 13-3         | Ayub „Zap“ Tashkilot         | 26. September 2013 | EMMA 6 - The Real Deal                | KO (Schläge)                     | 1     |      |
| Sieg       | 14-3         | Musa Jangubaev               | 25. Januar 2015    | Sparta X - Judgement Night 3          | TKO (Schläge)                    | 1     | 4:22 |
| Sieg       | 15-3         | Jonny „Son Goku“ Kruschinske | 15. März 2015      | La Onda - MMA Gladiators              | Punktentscheidung (einstimmig)   | 3     | 5:00 |
| Sieg       | 16-3         | Mohamed Grabinski            | 15. Oktober 2016   | IFO Europe 3 - Crawford vs. Grabinski | Punktentscheidung (geteilt)      | 3     | 5:00 |